# Vilandrédo
Vilandrédo, en grec moderne : Βιλανδρέδο, est un village du dème de Réthymnon, en Crète, en Grèce. Selon le recensement de 2011, la population de Vilandrédo compte 73 habitants. Le village est situé à une altitude de 380 m et à 28 km de Réthymnon.